# Ardenno
Ardenno je komuna (obec) v provincii Sondrio v italském regionu Lombardie, která se nachází asi 90 kilometrů severovýchodně od Milána a asi 15 kilometrů západně od Sondria.
V obci Ardenno jsou frazioni (subdivize, hlavně vesnice a osady) Pioda, Biolo, Gaggio, Scheneno, Piazzalunga a Pilasco.
Ardenno sousedí s následujícími obcemi: Buglio in Monte, Civo, Dazio, Forcola, Talamona, Val Masino.

## Rodáci
- Riccardo Innocenti (* 1943), fotbalista